# Военный контингент Чехии в Ираке
Военный контингент Чехии в Ираке — подразделение вооружённых сил Чехии, в 2003-2008 гг. принимавшее участие в войне в Ираке.

## История
Посольство Чехии в Багдаде было закрыто и дипломатический персонал покинул Ирак 17 марта 2003 года - непосредственно перед началом 20 марта 2003 года вторжения США и их союзников в Ирак.
Военнослужащие Чехии были отправлены в Ирак в 2003 году. Уже в апреле 2003 года в город Басра был отправлен военно-полевой госпиталь (130 человек военно-медицинского персонала), в дальнейшем численность контингента была увеличена до 300 военнослужащих, которые находились в составе многонациональной дивизии "Юго-Восток" под британским командованием, занимались тыловым обеспечением коалиционных войск и охраной объектов.
14 августа 2004 года Североатлантический совет НАТО начал операцию «NATO Training Mission-Iraq», в соответствии с которой Чехия отправила в Ирак 5 военных инструкторов, а также обучила на территории Чехии 100 сотрудников иракской военной полиции.
20 сентября 2004 в Багдаде был обстрелян бронированный автомобиль посольства Чехии (пострадавших не имелось).
В декабре 2008 года военнослужащие Чехии были выведены из Ирака.
15 декабря 2011 года США объявили о победе и официальном завершении Иракской войны, однако боевые действия в стране продолжались.
В 2017 году Чехия вновь отправила военнослужащих в Ирак. В июне 2018 года парламент Чехии утвердил решение о увеличении численности войск в Ираке. По состоянию на 1 сентября 2020 года в Ираке находилось 40 военнослужащих Чехии (13 специалистов обучали военнослужащих Ирака действиям в случае применения химического оружия, 24 военных полицейских Чехии обучали иракских полицейских на базе "Dublin" в Багдаде и две группы из военнослужащих сил быстрого реагирования обеспечивали охрану дипломатических представительств - посольства Чехии в "зелёной зоне" Багдада и консульства в городе Эрбиль). При этом правительство Чехии сообщило, что участие Чехии в операции в Ираке будет продолжено.

## Результаты
Потери военного контингента Чехии в Ираке составили 1 военнослужащего погибшим и не менее 5 ранеными.
В перечисленные выше потери не включены потери «контрактников» сил коалиции (сотрудники иностранных частных военных и охранных компаний, компаний по разминированию, операторы авиатехники, а также иной гражданский персонал, действующий в Ираке с разрешения и в интересах стран коалиции):
- по данным из открытых источников, в числе потерь «контрактников» международной коалиции в Ираке - по меньшей мере 1 убитый и 2 раненых контрактника[9]

В перечисленные выше потери не включены сведения о финансовых расходах на участие в войне, потерях в технике, вооружении и ином военном имуществе.
- помимо прямых военных расходов, Чехия предоставляла военную и иную помощь Ираку. По программе военной помощи правительство Чехии несколько раз отправляло вооружённым силам и полиции Ирака признанное избыточным имущество вооружённых сил страны: в октябре 2005 года были отправлены 1500 автоматов vz.58, 50 пулемётов и 1500 комплектов униформы общей стоимостью 1 млн. крон[10]; в 2015 году - дополнительное количество военного имущества. В январе 2016 года были отправлены ещё 6600 автоматов vz.58 и 7,2 млн. патронов общей стоимостью 21,5 млн. крон[11].